# Radio Daruvar
Radio Daruvar je chorvatské lokální rádio vysílající z města Daruvar na frekvenci velmi krátkých vln 91.5 MHz. Provozovatelem vysílání je Radio Daruvar d.o.o.. Stanice vysílá nepřetržitě, část programu je každý den věnovaná české národnostní menšině žijící ve městě Daruvar a jeho okolí. Rádio používá slogan: Stále jsme s vámi (chorvatsky Uvijek zajedno).

## Historie
Vysílání bylo zahájeno 1. května 1968. Technické vybavení darovalo Radio Zagreb, jednalo se však o již zastaralou a vyřazenou aparaturu. Zpočátku se vysílalo 2,5 hodiny denně vlastního programu, zbytek se vyplňoval přebíráním vysílání druhého programu záhřebského rozhlasu. Od počátku se vysílal také program pro českou menšinu v rozsahu půl hodiny týdně. Podle někdejší ředitelky daruvarského rozhlasu Zdeňky Zvonárkové měla hlavní podíl na vytvoření vlastní stanice právě česká krajanská komunita. V roce 1977 byla podepsána dohoda o finančním zajištění politiky informovanosti národnostních menšin. V roce 1990 bylo zastaveno financování z koncesionářských poplatků. Financování rádia se podařilo vyřešit díky městu Daruvar a Svazu Čechů v Chorvatsku. Během takzvané vlastenecké války Radio Daruvar nepřestalo vysílat a vysílalo z krytu, kde přespávali i někteří zaměstnanci. V roce 1995 byl rozhlas transformován na společnost s ručením omezeným, jejíž vlastníky se stali zaměstnanci. Během roku 2002 stanice prošla obměnou techniky za novější, při které finančně pomohl Svaz Čechů v Chorvatsku a technicky i Český rozhlas. Koncem roku 2002 vstoupil v platnost Ústavní zákon o právech národnostních menšin, který řeší financování médií národnostních menšin na lokální, regionální i celostátní úrovni. V minulosti Radio Daruvar vysílalo pořady také pro srbskou a maďarskou menšinu, ale kvůli nedostatku financí byly tyto relace ukončeny.

## České vysílání
Vysílání pro českou místní komunitu bylo zahájeno ve stejný den, kdy vznikl tento rozhlas – tedy 1. května 1968. Redaktorem českého vysílání byl redaktor vydavatelství Jednota – Karel Bláha. Obsahem vysílání bylo zpravodajství, rozhovor s krajany a zbytek vysílání byl vyplněn českými písničkami, které po navázaném kontaktu Karla Bláhy s Československým rozhlasem Brno obdržel darem včetně magnetofonu. Daru gramofonových desek se účastnil také Supraphon. Relace v českém jazyce se tehdy vysílala každou neděli od 11:00 do 12:00 hodin, vysílání se postupně rozšiřovalo. V 70. a 80. letech se vysílalo denně od 14:30 do 15:00 hodin a v neděli od 12:00 do 13:00 hodin. Základ vysílání tvořily zprávy a hudba.
V roce 2016 byly relace v češtině vysílány každý den od 16:30 do 17:00 a reprízovány od 22:00 do 22:30 hodin středoevropského času. S vysíláním redaktorce Lence Laličové pomáhali také dva česky mluvící kolegové. V programu jsou zastoupeny zpravodajství z České republiky a krajanských spolků a hudba různých žánrů, včetně hudby moderní. Lidová hudba tvoří asi 50% produkce.

## Vysílací frekvence
Vysílání Radia Daruvar je přenášeno VKV vysílačem ve městě Daruvar. Signál je možné zachytit i v části Bosny a Hercegoviny.
| Frekvence | Vysílač | Pokrytí                             | Online poslech |
| --------- | ------- | ----------------------------------- | -------------- |
| 91,5 MHz  | Daruvar | okolí města Daruvar, dosah až 80 km | online         |